# Admis à tout prix
Pour plus de détails, voir Fiche technique et Distribution.
Admis à tout prix ou Accepté au Québec (Accepted), est une comédie américaine réalisée par Steve Pink (en), sortie en 2006.

## Synopsis
Lorsque Bartleby Gaines se voit refusé par toutes les universités, il décide d'en fonder une pour ne pas décevoir ses parents qui veulent à tout prix le voir faire des études supérieures.
La « South Harmon Institute of Technology » (S.H.I.T.) voit le jour dans les locaux désaffectés d'un ancien institut psychiatrique. Trois de ses amis, qui ont été refusés tout comme lui, ainsi que son ami d'enfance, vont l'aider à mener ce projet complètement fou pour duper leurs parents. Sherman devait faire un site internet comme parure dotée d'un supposé formulaire d'inscription, mais voilà qu'un problème survient : le site internet est fonctionnel. Des centaines de jeunes élèves qui, tout comme eux, ont été refusés dans toutes les autres universités, ont été acceptés dans l'université de la dernière chance. Bartleby ne se sent pas capable de les refuser dans son université. Un collège plutôt spécial se met en marche, où les étudiants enseignent, où le doyen vit dans une roulotte derrière le bâtiment et où la liberté et la créativité sont les points centraux des cours. Tout ce manège va faire que la fille de ses rêves va le remarquer.

## Fiche technique
- Titre original : Accepted
- Titres français : Admis à tout prix
- Titre québécois : Accepté
- Réalisation : Steve Pink (en)
- Scénario : Adam Cooper, Bill Collage, Mark Perez d'après une histoire de Mark Perez
- Direction artistique : Denise Hudson
- Décors : Rusty Smith
- Costumes : Genevieve Tyrrell
- Photographie : Matthew F. Leonetti
- Montage : Scott Hill
- Musique : David Schommer
- Production : Tom Shadyac et Michael Bostick
  - Producteur délégué : Louis G. Friedman, Mark Perez, Brian Lutz
  - Producteur associé : Amada Morgan Palmer, Jonathan Watson, Jason Wilson
- Société de production : Universal Pictures
- Budget : 23 000 000 $
- Pays d'origine :  États-Unis
- Langue originale : anglais
- Format : couleur
- Genre : Teen movie, Comédie
- Date de sortie : 11 août 2006
- Durée : 93 minutes
- Recette au box-office : 38 308 486 $

## Distribution
- Justin Long (VF : Christophe Lemoine ; VQ : Hugolin Chevrette) : Bartleby Gaines
- Jonah Hill (VF : Alexis Tomassian ; VQ : Olivier Visentin) : Sherman Schrader
- Blake Lively (VF : Barbara Tissier ; VQ : Catherine Proulx-Lemay) : Monica
- Adam Herschman (es) (VF : Donald Reignoux ; VQ : Joël Legendre) : Glen
- Columbus Short (VF : Emmanuel Garijo ; VQ : Nicolas Charbonneaux-Collombet) : Hands
- Maria Thayer (VF : Céline Ronté ; VQ : Stéfanie Dolan) : Rory
- Mark Derwin (en) (VF : Hervé Bellon ; VQ : Daniel Lesourd) : Jack Gaines
- Ann Cusack (VF : Danièle Douet ; VQ : Viviane Pacal) : Diane Gaines
- Joe Hursley (VF : Anatole de Bodinat) : Maurice / The Ringers
- Diora Baird (VF : Delphine Braillon): Kiki
- Travis Van Winkle (VF : Cédric Dumond) : Hoyt Ambrose
- Lewis Black (VF : Michel Mella ; VQ : Marc Bellier) : oncle Ben / Dean Kewis
- Anthony Heald (VF : Patrick Floersheim ; VQ : Bernard Fortin) : Dean Richard Van Horne
- Robin Lord Taylor (VF : Sébastien Desjours) : Abernathy Darwin Dunlap
- Jeremy Howard (VF : Arthur Pestel) : l'étudiant bizarre

 Source et légende : version française (VF) sur RS Doublage
 Source et légende : version québécoise (VQ) sur Doublage.qc.ca